# Kenya Airways-vlucht 431
Kenya Airways-vlucht 431 was een vlucht met een  Airbus A310-300 van Kenya Airways van Abidjan in Ivoorkust, via Lagos (Nigeria), naar Jomo Kenyatta International Airport in Kenia op 30 januari 2000. Het vliegtuig stortte kort na het opstijgen van Luchthaven Port Bouet in Abidjan voor de Ivoriaanse kust in zee. Van de 169 passagiers en tien bemanningsleden overleefden tien passagiers het ongeval.

## Vlucht
Kenya Airways-vlucht 430 vertrok vanuit Nairobi voor een vlucht naar Lagos en Abidjan. Vanwege de harmattan, een stoffige wind uit de woestijnen van Noord-Afrika, werd geen tussenstop gemaakt in Lagos, maar direct doorgevlogen naar Abidjan. Het vliegtuig landde daar om 15:15 uur. Het toestel werd vervolgens voorbereid op de terugvlucht naar Lagos en Nairobi. Kort na 21:00 uur kreeg de bemanning toestemming om te taxiën naar baan 21 voor vertrek. Om 21:08 vertrok het vliegtuig. Om 21:09 uur stortte het vliegtuig op 2,8 kilometer van de luchthaven in zee.
De Airbus, genaamd Harambee Star, was op het moment van het ongeluk dertien jaar en zeven maanden oud.

## Ongeluk
Onderzoekers stelden vast dat het volgende gebeurde aan boord van het toestel. Kort na het opstijgen, op het moment dat de copiloot het landingsgestel wil intrekken, klinkt een foutieve waarschuwing van overtrek. De piloot laat het vliegtuig vervolgens dalen. De copiloot verzoekt de overtrekwaarschuwing uit te zetten. De waarschuwing dat het toestel dicht bij het aardoppervlak komt (GPWS-signaal) klinkt vervolgens kort, maar werd niet gehoord door de piloten. Vervolgens klinken waarschuwingssignalen voor een te hoge snelheid. De gezagvoerder geeft direct daarna het bevel om te klimmen. De daling kan echter niet meer gecorrigeerd worden en het vliegtuig stort in zee.
In het rapport wordt opgemerkt dat de piloten in het donker, richting zee, geen visuele referenties hadden. Er wordt aanbevolen om bij pilotentrainingen voor vliegtuigen waarin valse waarschuwingen mogelijk zijn, piloten te trainen in het herkennen van valse waarschuwingen en juist hierop te reageren.

## Passagiers en bemanning
Er waren 169 passagiers en tien bemanningsleden aan boord van de Airbus A310. Alle bemanningsleden kwamen om het leven. Twee bemanningsleden waren KLM-medewerkers. Tien inzittenden overleefden het ongeluk. In totaal zijn 146 lichamen van overledenen geborgen. De nationaliteiten van de overledenen zijn als volgt:
| Nationaliteit                                | Aantal |
| -------------------------------------------- | ------ |
| Nigeria                                      | 84     |
| Kenia                                        | 20     |
| India                                        | 8      |
| "Congo" (specifieke land niet bekendgemaakt) | 5      |
| Oeganda                                      | 5      |
| Madagaskar                                   | 4      |
| Senegal                                      | 3      |
| Togo                                         | 3      |
| Canada                                       | 2      |
| Ethiopië                                     | 2      |
| Filipijnen                                   | 2      |
| Frankrijk                                    | 2      |
| Ghana                                        | 2      |
| Iran                                         | 2      |
| Ivoorkust                                    | 2      |
| Mali                                         | 2      |
| Nederland                                    | 2      |
| Rwanda                                       | 2      |
| Verenigde Staten                             | 2      |
| Zambia                                       | 2      |
| België                                       | 1      |
| Burkina Faso                                 | 1      |
| Burundi                                      | 1      |
| Gambia                                       | 1      |
| Guinea                                       | 1      |
| Ierland                                      | 1      |
| Liberia                                      | 1      |
| Mauritanië                                   | 1      |
| Spanje                                       | 1      |
| Tanzania                                     | 1      |
| Tsjaad                                       | 1      |
| Zimbabwe                                     | 1      |
| Onbepaald                                    | 1      |
| Totaal                                       | 169    |